# Río Kara-Kaya
El río Kara-Kaya (en ruso: Кара-Кая)  es un río del Gran Cáucaso en el distrito de Zelenchuk de la república de Karacháyevo-Cherkesia del sur de Rusia, en la reserva natural de Teberdá. Es un afluente de la cabecera del río Aksaút, componente del Mali Zelenchuk, que desemboca en el río Kubán.

## Curso
El río nace en los glaciares al este del pico Karakaya (3890 m) y desciende ladera abajo en unos 2 km hasta la orilla izquierda del Aksaút.